# Ідзбарк
Ідзбарк (пол. Idzbark, нім. Hirschberg) — село в Польщі, у гміні Оструда Острудського повіту Вармінсько-Мазурського воєводства.
Населення — 546 осіб (2011).

## Демографія
Демографічна структура станом на 31 березня 2011 року:
|          | Загалом | Допрацездатний вік | Працездатний вік | Постпрацездатний вік |
| -------- | ------- | ------------------ | ---------------- | -------------------- |
| Чоловіки | 273     | 77                 | 182              | 14                   |
| Жінки    | 273     | 69                 | 154              | 50                   |
| Разом    | 546     | 146                | 336              | 64                   |